# Michèle Striffler
Michèle Striffler (ur. 23 sierpnia 1957 w Miluzie) – francuska polityk, posłanka do Parlamentu Europejskiego VII kadencji.

## Życiorys
Z zawodu asystent medyczny. Działała w Partii Socjalistycznej, w 2003 została sekretarzem jednej z sekcji PS w Miluzie. Stała się jednym z najbliższych współpracowników Jeana-Marie Bockela. W 2007 współtworzyła wraz z nim nowe ugrupowanie pod nazwą Nowoczesna Lewica, skupiające głównie dotychczasowych socjalistów, którzy wsparli nowo wybranego centroprawicowego prezydenta, Nicolasa Sarkozy’ego. W 2008 objęła stanowisko zastępcy mera Miluzy ds. handlu i rzemiosła.
W wyborach w 2009 z listy Unii na rzecz Ruchu Ludowego, jako kandydatka Nowoczesnej Lewicy, uzyskała mandat deputowanej do Parlamentu Europejskiego. Przystąpiła do grupy Europejskiej Partii Ludowej, została wiceprzewodniczącą Komisji Rozwoju Regionalnego.